# Super League 2 (Griekenland)
De Super League 2 is het tweede niveau in het professionele Griekse voetbal.
De league is ingevoerd in 2019 bij de herstructurering van de Griekse voetbalcompetitie en neemt de plaats in van de Football League (voorheen Beta Ethniki) als het tweede niveau van de piramide.
In de eerste twee seizoenen namen 12 teams deel aan de competitie. Na het spelen van een reguliere competitie speelden de bovenste zes teams om het kampioenschap en promotie naar de Super League. De onderste zes teams spelen een play-off om te bepalen wie er degradeert naar de Football League.
Voor aanvang van het derde seizoen (2021-2022) werd de League geherstructureerd in twee groepen met in totaal 32 clubs. In de seizoenen daarna werd het aantal clubs afgebouwd naar twee groepen met 10 clubs.
Het derde niveau de Football League werd opgeheven. De B-teams van AEK Athene, Olympiakos Piraeus, Panathinaikos en PAOK Saloniki nemen (eventueel) ook deel aan deze competitie maar kunnen niet promoveren of degraderen.

## Kampioenen (vanaf 2019/20)
| Seizoen | Kampioen Noord   | Kampioen Zuid       | Topscorer                                                      | Aantal goals |
| ------- | ---------------- | ------------------- | -------------------------------------------------------------- | ------------ |
| 2019/20 | PAS Giannina     | PAS Giannina        | Joseph Efford (Ergotelis FC) en Thomas (Apollon Smyrnis)       | 11           |
| 2020/21 | Ionikos          | Ionikos             | Matias Castro (Ionikos)                                        | 15           |
| 2021/22 | Levadiakos       | Levadiakos          | Giannis Pasas (PAE Veria)                                      | 25           |
| 2022/23 | MGS Panserraikos | AE Kifisia          | Kosta Aleksić (Iraklis FC) en Giannis Loukinas (GS Kallithea)  | 19           |
| 2023/24 | Levadiakos       | Athens Kallithea FC | Georgios Manalis (PAE Chania) en Giannis Loukinas (Niki Volos) | 18           |
| 2024/25 | AE Larissa 1964  | AE Kifisia          | Giannis Pasas (AE Larissa 1964)                                | 24           |

Groep Nord:
Anagennisi Karditsa FC ·
Asteras Tripolis 2 ·
Iraklis FC ·
Kampaniakos FC ·
AO Kavala ·
Makedonikos ·
Nestos Chrysoupolis ·
Niki Volos ·
PAOK Saloniki B ·
PAS Giannina 

Groep Zuid:
Athens Kallithea · 
Egaleo FC ·
Ellas Syrou ·
GS Ilioupolis ·
GS Marko ·
Kalamata FC ·
Olympiakos Piraeus B ·
PAE Chania ·
Panargiakos FC ·
Panionios
Albanië · 
Andorra · 
Armenië · 
Azerbeidzjan · 
België (tot 2016 / vanaf 2016) ·
Bhutan ·
Bosnië-Herzegovina (BiH) · 
Bosnië-Herzegovina (RS) · 
Bulgarije · 
Curaçao · 
Cyprus · 
Denemarken · 
Duitsland · 
Engeland · 
Estland · 
Faeröer · 
Finland · 
Frankrijk · 
Georgië · 
Gibraltar · 
Griekenland · 
Hongarije · 
Ierland · 
IJsland · 
Israël · 
Italië · 
Kazachstan · 
Kosovo · 
Kroatië · 
Letland · 
Litouwen · 
Luxemburg · 
Malta · 
Moldavië · 
Montenegro · 
Nederland · 
Noord-Ierland · 
Noord-Macedonië · 
Noorwegen · 
Oekraïne · 
Oostenrijk · 
Polen · 
Portugal · 
Roemenië · 
Rusland · 
Schotland · 
Servië · 
Servië en Montenegro (FR Joegoslavië) ·
Slovenië · 
Slowakije · 
Sovjet-Unie · 
Spanje · 
Tsjechië · 
Tsjecho-Slowakije ·
Turkije · 
Turkse Republiek Noord-Cyprus · 
Wales (Noord) · 
Wales (Zuid) · 
Wit-Rusland · 
Zweden · 
Zwitserland